# Велика премія Французької академії за поезію
Велика премія Французької академії за поезію (фр. Le grand prix de poésie de l'Académie française) — французька літературна премія, заснована 1957 року Французькою академією. Премію присуджують франкомовним поетам за їхній життєвий доробок. Часом вручали другі та треті премії за окремі твори чи поетичні збірки.

## Лауреати
- 1957 — Андре Беррі
- 1958 — Пані Жерер д'Увіль
- 1959 — Трістан Кленгсор
- 1960 — Філіпп Шабане
- 1961 — Патрис де ла Тур дю Пен
- 1962 — Марі Ноель
- 1963 — П'єр Еммануель
- 1964 — Андре Сальмон
- 1965 — не вручалася
- 1966 — П'єр Жан Жув
- 1967 — Жорж Брассанс
- 1968 — Ален Боске та Жан Лебро
- 1969 — Робер Сабатьє
- 1970 — Жан Фоллен
- 1971 — Луї Брок'є
- 1972 — Жан Тардьє
- 1973 — Андре Френо
- 1974 — Філіпп Супо
- 1975 — Габріель Одівізіо
- 1976 — Ежен Гільвік
- 1977 — Жан Тардьє — Робер Малле — Марі-Жанн Дюррі
- 1978 — Шарль ле Кентрек
- 1979 — Андре П'єйр де Мандіарг
- 1980 — Моріс Фомбер
- 1981 — Ів Бонфуа
- 1982 — Жан Луазі
- 1983 — Жан Грожан
- 1984 — Франсіс Понж
- 1985 — Філіпп Робер-Жонн
- 1986 — Поль де Ру — Жаніна Кантарель — Бригітта Левель — Морис де Мер — Жан-Фредерік Менш — Філіпп де Ротшільд — Анрі Тома — Філіпп Шонак-Ланзак — Віталі Гро
- 1987 — Рене Таверньє
- 1988 — Жан-Клод Ренар — Поль Лаборі — Ассам Вашілл
- 1989 — Клод-Мішель Клюні — Одетт Ребіяр
- 1990 — Андре дю Буше
- 1991 — Жан Орізе
- 1992 — Філіпп Жаккотте
- 1993 — Жорж Сен-Клер
- 1994 — Марк Ален
- 1995 — П'єр Беарн
- 1996 — Клод Віже
- 1997 — Жак Реда
- 1998 — Рене Депестр
- 1999 — Жан-П'єр Лемер
- 2000 — Філіпп Делаво
- 2001 — Гі Гоффетт
- 2002 — Ален Дюо
- 2003 — Ален Венстен
- 2004 — Мішель Дегі
- 2005 — Робер Марто
- 2006 — Жак Даррас
- 2007 — Вільям Кліфф
- 2008 — Жерар Масе
- 2009 — Венюс Курі-Ґата
- 2010 — Жак Дюпен
- 2011 — Франк Венай
- 2012 — Жан-Клод Піротт
- 2013 — Матьє Бенезе
- 2014 — Домінік Фуркад
- 2015 — Філіпп Бек
- 2016 — Бернар Ноель
- 2017 — Ентоні Фелпс
- 2018 — Крістіан Пріжан
- 2019 — П'єр Остер
- 2020 — Мішель Орсель
- 2021 — Клод Руає-Журну
- 2022 — Жан-П'єр Сімеон
- 2023 — Жак Рубо
- 2024 — Елен Доріон